# José Luiz Carbone
Carbone, właśc. José Luiz Carbone (ur. 22 marca 1946 w São Paulo, zm. 27 grudnia 2020 w Campinas) – piłkarz brazylijski, występujący podczas kariery na pozycji pomocnika.

## Kariera klubowa
Carbone swoją piłkarską karierę rozpoczął w klubie São Paulo FC w 1963. W kolejnych trzech latach występował w Ponte Preta Campinas, Metropolu Criciúma i São Paulo FC. W latach 1969–1973 był zawodnikiem SC Internacional. Z Internacionalem czterokrotnie zdobył mistrzostwo stanu Rio Grande do Sul – Campeonato Gaúcho w 1969, 1970, 1971 i 1972. W barwach Internacional Carbone zadebiutował 8 sierpnia 1971 w zremisowanym 0-0 meczu ze Fluminense Rio de Janeiro zadebiutował w lidze brazylijskiej.
W latach 1973–1979 występował we Botafogo FR. W barwach Botafogo 14 grudnia 1977 w wygranym 3-1 meczu z CSA Maceió Carbone po raz ostatni wystąpił w lidze. Ogółem w latach 1971–1977 rozegrał w lidze 99 spotkań, w których strzelił bramkę. Ostatnim klubem w karierze był Nacional São Paulo, w której zakończył karierę w 1982.

## Kariera reprezentacyjna
Carbone w reprezentacji Brazylii zadebiutował 25 czerwca 1973 w przegranym 0-1 towarzyskim meczu z reprezentacją Szwecji. Ostatni raz w reprezentacji Carbone wystąpił 5 maja 1974 w wygranym 2-1 towarzyskim meczu z reprezentacją Czechosłowacji.
| Mecze i gole w reprezentacji | Mecze i gole w reprezentacji | Mecze i gole w reprezentacji | Mecze i gole w reprezentacji | Mecze i gole w reprezentacji | Mecze i gole w reprezentacji | Mecze i gole w reprezentacji |
| #                            | Data                         | Miasto                       | Przeciwnik                   | Gol                          | Wynik                        | Rozgrywki                    |
| ---------------------------- | ---------------------------- | ---------------------------- | ---------------------------- | ---------------------------- | ---------------------------- | ---------------------------- |
| 1.                           | 25.06.1973                   | Sztokholm                    | Szwecja                      |                              | 0:1                          | towarzyski                   |
| 2.                           | 31.03.1974                   | Rio de Janeiro               | Meksyk                       |                              | 1:1                          | towarzyski                   |
| 3.                           | 07.04.1974                   | Rio de Janeiro               | Czechosłowacja               |                              | 1:0                          | towarzyski                   |
| 4.                           | 17.04.1974                   | Rio de Janeiro               | Rumunia                      |                              | 2:0                          | towarzyski                   |
| 5.                           | 28.04.1974                   | Rio de Janeiro               | Grecja                       |                              | 0:0                          | towarzyski                   |
| 6.                           | 01.05.1974                   | São Paulo                    | Austria                      |                              | 0:0                          | towarzyski                   |
| 7.                           | 05.05.1974                   | Rio de Janeiro               | Irlandia                     |                              | 2:1                          | towarzyski                   |

## Kariera trenerska
Zaraz po zakończeniu kariery piłkarskiej Carbone został trenerem. Karierę trenerską rozpoczął tam, gdzie skończył piłkarską – Nacionalu São Paulo. W latach 1983–1984 prowadził Fluminense Rio de Janeiro. We Fluminense 29 stycznia 1984 w zremisowanym 1-1 meczu z Santosem FC Carbone zadebiutował w lidze brazylijskiej w roli trenera. Z Fluminense zdobył mistrzostwo stanu Rio de Janeiro – Campeonato Carioca w 1983 oraz mistrzostwo Brazylii 1984 (Carbone prowadził Flu w 17 z 26 meczów ligowych).
Później w latach 80. i 90. Carbone prowadził m.in. Ponte Preta Campinas, Botafogo, SE Palmeiras ponownie Fluminense, Guarani FC, Internacional Porto Alegre, EC Bahia, Cruzeiro EC, Juventus São Paulo czy Remo Belém. Z Remo zdobył mistrzostwo stanu Pará – Campeonato Paraense w 1999. Carbone pracował również za granicą, głównie w krajach arabskich. Z klubem Nadi asz-Szarika zdobył mistrzostwo ZEA w 1993 oraz Puchar Emira w 1995. W latach 1996–1997 pracował w Peru w klubie Club Sporting Cristal, z którym zdobył mistrzostwo Peru w 1996. Ostatnio Carbone pracował w Sudanie w klubie Al-Merreikh Omdurman.